# Valentina Antipovna Titova
Valentina Antipovna Titova (in russo Валентина Антиповна Титова?; Kaliningrad, 6 febbraio 1942) è un'attrice sovietica, dal 1992 russa.

## Biografia
Uno dei suoi primi film fu La tormenta di Vladimir Basov. Il regista, dopo averla conosciuta durante le riprese, la sposò nello stesso anno. Titova con lui avrà due figli (uno dei due, Aleksandr, intraprenderà anche lui la carriera artistica), continuando a lavorare con Basov. Nel 1978, i due divorzieranno a causa dell'alcoolismo del regista che lo portò ad aggredire la moglie in un accesso di rabbia. L'attrice, in seguito, sposò un cameraman.
Titova continuò la sua carriera in patria, lavorando anche per la televisione. Nella sua carriera prese parti a 58 film, dei quali solo alcuni furono distribuiti nel resto d'Europa. Uno dei pochi film usciti al di fuori dell'URSS fu Zaveščanie professora Douėlja.

## Filmografia parziale
- Vsë ostaëtsja ljudjam, regia di Georgi Natanson (1963)
- La tormenta (Metel'), regia di Vladimir Basov (1964)
- Ščit i meč, regia di Vladimir Basov (1967)
- Zaveščanie professora Douėlja, regia di Leonid Menaker (1984)